# Rideau-csatorna
A kanadai Rideau-csatorna (angolul Rideau Canal, franciául Canal Rideau), más néven Rideau vízi út Ottawa városát köti össze az Ottawa folyó által Kingston városával, amely az Ontario-tó partján fekszik. A csatornát 1832-ben nyitották meg, és máig használatban van. Eredeti építményeinek többsége érintetlen. A 202 km hosszú csatornarendszer nagyobb folyók, például a Rideau és a Cataraqui szakaszait, valamint néhány tavat foglal magába. Ez Észak-Amerika legrégebben működő csatornarendszere. 2007-ben került az UNESCO világörökségek listájára.

## Neve
A francia rideau szó magyarul am. függöny, és a Rideau folyón az Ottawa folyóba való torkolatánál található vízesésekre utal.

## Története
A Rideau-csatorna építésére röviddel az 1812-es háború után tettek javaslatot, amelyet az Amerikai Egyesült Államok vívott Felső Canada brit kolóniája ellen. Ebben az időben a britek számos csatornát építettek: Grenville-sur-la-Rouge, Quebec államban, Chute-à-Blondeau és Carillon, ezenkívül több erődöt is: Quebec citadellája, Fort Henry azzal a céllal, hogy visszaverjék a kanadai területre irányuló amerikai csapásokat.
A Rideau-csatorna tehát katonai céllal épült, hogy biztonságos útvonalat nyújtson a kommunikációhoz és az ellátáshoz Montréal és az ontariói Kingstonban állomásozó brit tengeri erők között. Montréaltól nyugatra az Ottawa folyó mentén Bytonba (a mai Ottawaba), a csatornán haladva délnyugatra Kingstonba, illetve az Ontario-tóhoz juthatunk (és persze visszafelé is megtehető az út). A lényeg a New York államot határoló Szent Lőrinc-folyó vízi útjának kikerülése volt, mivel a Szent Lőrincen a brit hajók ki voltak téve az amerikaiak támadásának, illetve blokádjának.

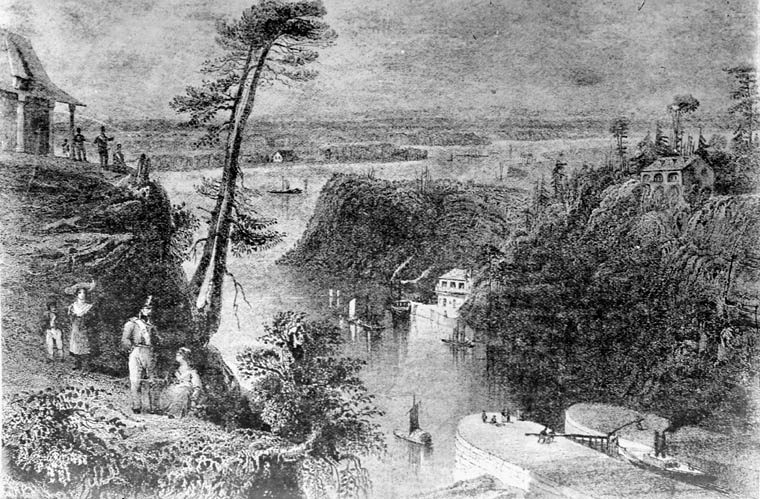
A Rideau-csatorna zsilipjeinek ábrázolása egy metszeten

A csatorna építését John By alezredes, királyi mérnök felügyelte. Az építésből kivették részüket a magánvállalkozók is, mint például a későbbi cukorfinomító-tulajdonos John Redpath, Thomas McKay, Robert Drummond, Thomas Phillips, Andrew White, a munka oroszlánrészét pedig több száz ír és francia kanadai végezte el.
A csatorna 1832-ben készült el. Az építkezés teljes végső költsége 822 000 font sterling lett. A váratlan túlköltekezés miatt Byt visszahívták Londonba, ahol parlamenti vizsgálóbizottság előtt kellett tisztáznia magát.
Miután a csatorna elkészült, nem került sor több katonai összecsapásra Kanada és az Egyesült Államok között. Bár a Rideau-csatornát végül sosem kellett katonai ellátmány útvonalaként használni, sarkalatos szerepet játszott Kanada fejlődésének korai történetében. Mielőtt az 1840-es évek végén elkészültek a Szent Lőrinc folyón a zsilipek, a Rideaun bevándorlók utaztak nyugat felé Felső Kanadába, valamint Montréal irányába kelet felé szállítottak rajta nehéz cikkeket (faanyagot, fémet, gabonát). Több tízezer brit bevándorló utazott ekkor a Rideau csatornán. Évente több száz megrakott uszály vitte az árukat, amely lehetővé tette, hogy Montréal kereskedelmi versenytársa legyen az Erie-csatornát birtokoló New Yorknak az 1830-as és 40-es években, és így jelentős észak-amerikai exportkikötő legyen.

### Halálesetek az építkezés közben
Több ezer munkás halt meg maláriában, más betegségekben, illetve a robbantásokkor elszenvedett balesetek következtében. A malária megelőzésére kinint csak a képzett munkaerő, mint például a hadimérnökök kaphattak, a munkástömegek azonban nem. A halottak közül néhányat sosem azonosítottak, mivel nem volt ismert rokonuk Kanadában, így őket jelöletlen tömegsírokba temették. Ilyeneket látunk Jones Falls, Brewers Mills és Kingston Mills településeken. Az elhunyt munkások emlékére számos emlékművet emeltek a csatorna útvonala mentén, legújabb ezek közül a Rideau-csatorna Kelta Keresztje Ottawában és Kingstonban. A csatornamenti emlékművek közül a legelsőt 2000 májusában emelték a munkásosztálybeli áldozatok emlékére. Ez a Kingston Irish Folk Club, Tir na Nog (egy ír kocsma), Kingston Brewing Company (Kingstoni Főzőtársaság) és az Ontario Public Service Employee Union (Ontarioi Közszolgálati Dolgozók Egyesülete) közös kezdeményezése, mely nem más, mint egy Emlékkút az Államszövetségi Medencében (a kingstoni Városházával szemben).
A francia kanadai munkásokról semelyik emlékművön sem emlékeznek meg annak ellenére, hogy ők ugyanazon munkakörülményeknek voltak kitéve és ugyanolyan problémák miatt haltak meg, mint ír társaik.

## A vízi út

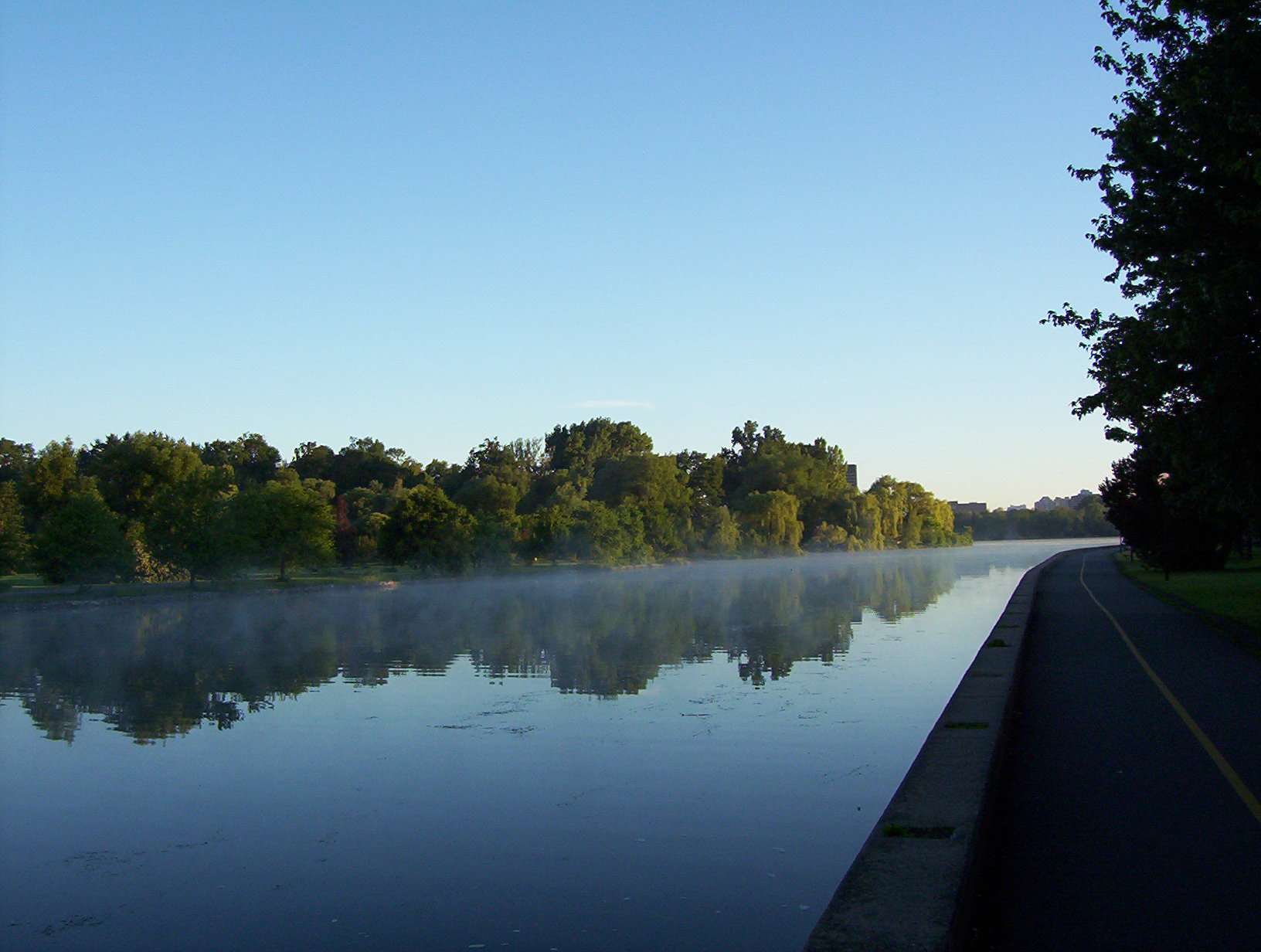
A Rideau-csatorna a Carleton Egyetem előtt az ottawai Colonel By Drive-on

A  Rideau-csatorna 202 kilométere (125 mérföld) magában foglalja a Rideau és a Cataraqui folyók egyes szakaszait, számos tavat a Rideau vidékén. A vízi út mintegy 19 kilométere (12 mérföld) emberkéz alkotása. Olyan településeket érint az útvonal, mint Ottawa, Smiths Falls, Merrickville, Westport, Battersea, Kingston.
Ma csupán kedvtelésből hajózzák a Rideau-csatornát. Az Ottawa és Kingston közötti szakasz különösen alkalmas csónakázásokra, Ottawában pedig a csatornán végigvezető hajóutakra lehet jelentkezni. A zsilipek többségét most is kézzel működtetik. Összesen 47 zsilipet helyeztek el a csatorna 24 állomásán.
Rendes körülmények között a csatornán legfeljebb 27,4 m (90 láb) hosszú, 7,9 m (26 láb) széles, 6,7 m (22 láb) súlyú hajók járhatnak. Kivételes esetben egy legfeljebb 33,5 m (110 láb) hosszú és 9,1 m (30 láb) széles csónakot is a vízre bocsáthatnak.

## A korcsolyapálya

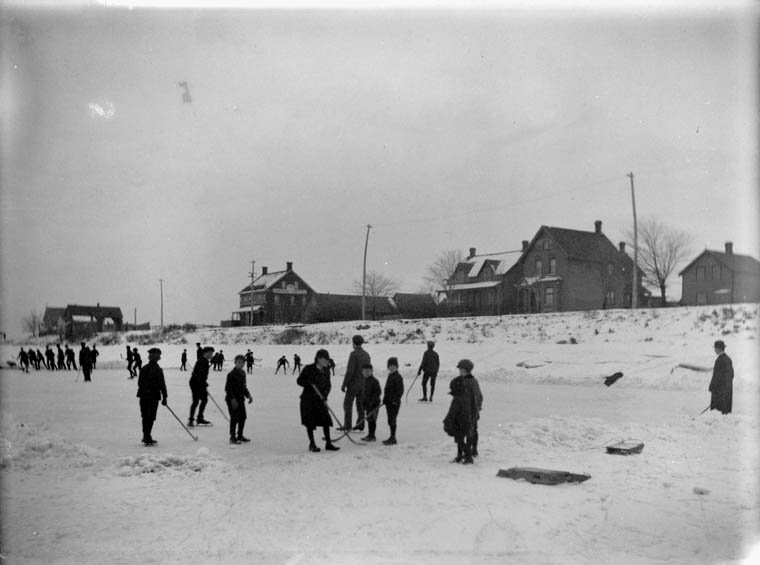
Karácsonyi hokizás a csatornán, 1901

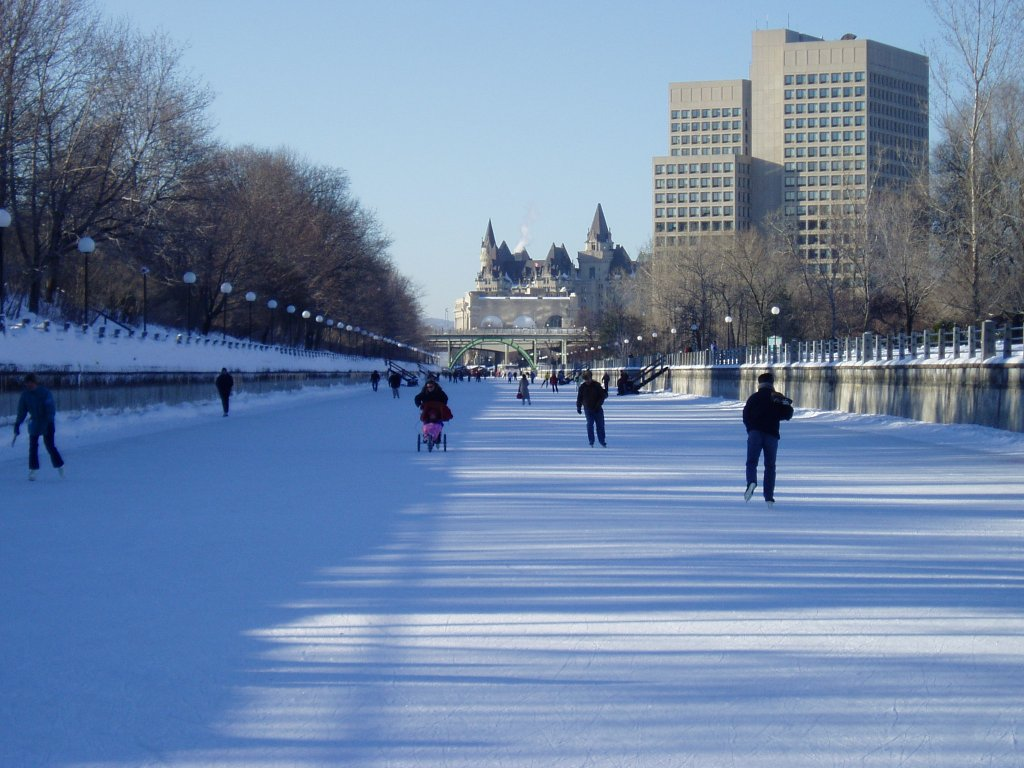
A világ második legnagyobb korcsolyapályájának részlete

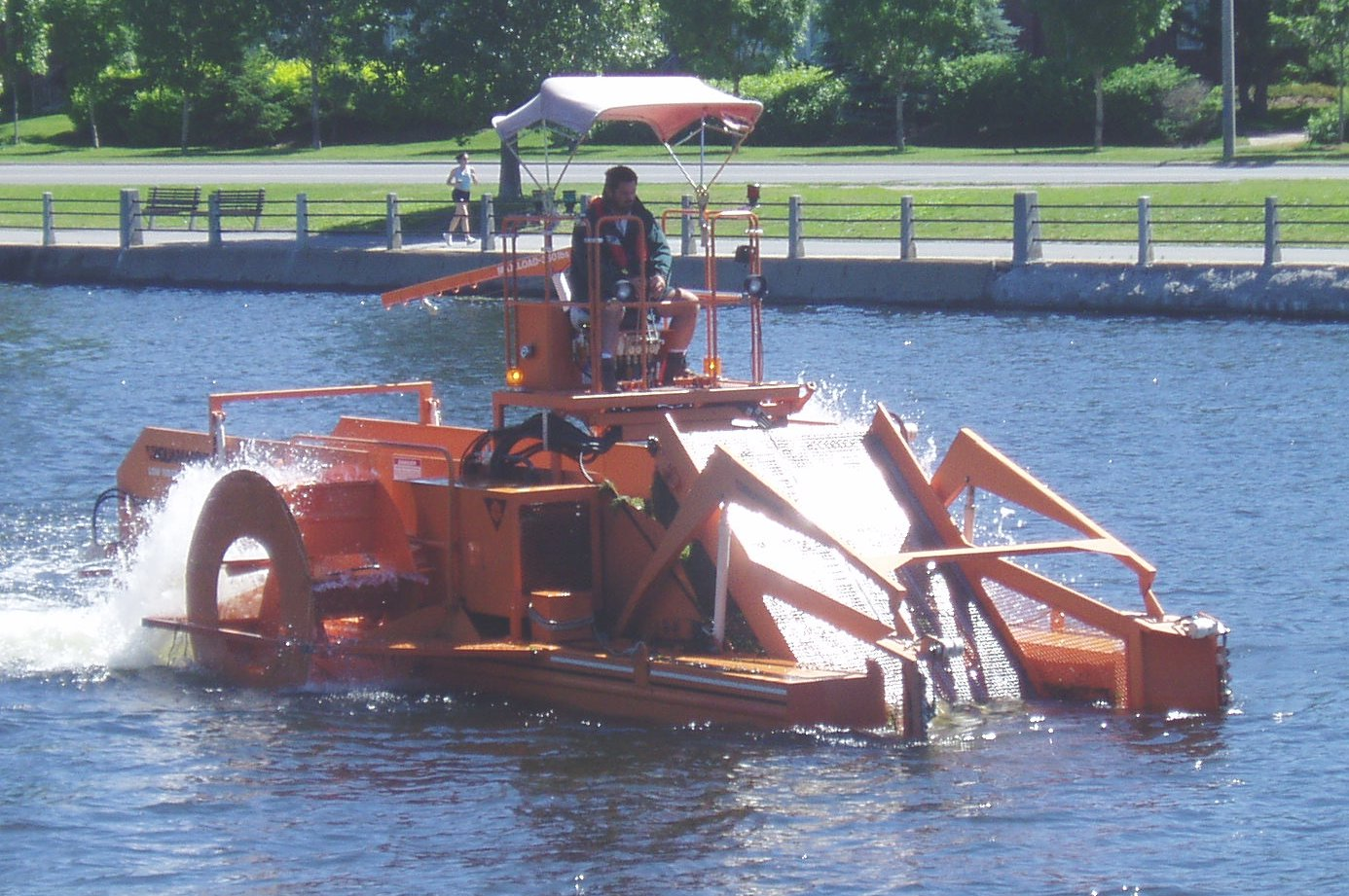
A csatorna tisztítására használt gép

Telente a Rideau-csatorna Ottawa központjába eső része hivatalosan a világ legnagyobb korcsolyapályájával. A pálya hossza 7,8 kilométer (4,8 mérföld), amely 90 olimpiai hokipálya területének felel meg! A Carleton Egyetemnél található Hartwell zsiliptől a Parlament és a Château Laurier épületéig terjed. Népszerű turistalátványosság és pihenőhely. Itt zajlik az ottawai  Winterlude fesztivál. Árulnak itt Beaver Tails (Hódfarok) nevű fánkfélét, és más nassolni- és innivalót a korcsolyapálya melletti bódékban. Ma már csak a második legnagyobb pályának számít, mivel 2008 januárjában a Manitoba állambeli Winnipeg korcsolyapályája vette át a vezetést a maga 8,54 kilométeres hosszával, amelyhez azonban csupán 2-3 méteres szélesség társul. ez a pálya az Assiniboine és a Vörös-folyón terül el, a The Forksnál.
Bár az ottawaiak már évek óta használták korcsolyázgatásra a csatorna jegét, a korcsolyapálya hivatalos idegenforgalmi hasznosítása újkeletű találmány. Sőt, az 1970-es években a város vezetősége még azt fontolgatta, hogy lebetonoztatja a csatornát, hogy gyorsforgalmi utat hozhasson létre az autók számára. Mivel azonban a csatorna a szövetségi kormány tulajdonában van, ők megakadályozták, hogy a város keresztülvigye ezt az elképzelést.
Amikor Doug Fullerton került a Nemzeti Vagyonbizottság élére, javaslatot tett a csatornán egy rekreációs folyosó létrehozására, többek között a Carleton Egyetem és a Confederation Park közötti téli jégpályára. A városi tanács ellenzése ellenére a terv megvalósult, és már az első hétvégén közel 50,000 ember korcsolyázott a csatornán. Clive Doucet önkormányzati képviselő és író szerint ez a Glebe, Old Ottawa East (Keleti ó-Ottawa) és Old Ottawa South (Déli ó-Ottawa) kerületek közösségi életének felfrissítésével hozható összefüggésbe.
A Nemzeti Jégkorong Liga ottawai szenátorai annak a lehetőségét fontolgatják, hogy rendszeresen játszanak szabadtéren a Rideau csatornán, a nézőknek pedig ideiglenes lelátókat szereljenek fel.

## Fordítás
Ez a szócikk részben vagy egészben  a   Rideau Canal című angol Wikipédia-szócikk ezen változatának fordításán alapul.  Az eredeti cikk szerkesztőit annak laptörténete sorolja fel. Ez a jelzés csupán a megfogalmazás eredetét és a szerzői jogokat jelzi, nem szolgál a cikkben szereplő információk forrásmegjelöléseként.

## Külső hivatkozások
- Rideau víziút[halott link]
- Események a Rideau-n
- Rideau-baráti társaság
- Royal Engineers Múzeum Archiválva 2009. április 7-i dátummal a Wayback Machine-ben - By ezredes élettörténete
- Rideau Örökségi Útvonal - Idegenforgalom
- Rideau-csatorna jégpálya
- Korcsolyázási feltételek
- Bye By - John By alezredes bukásának teljes története
- A Grave Revealing - Halás és temetés a Rideau-csatorna építésénél
- Rideau-csatorna a Kanada Enciklopédiájában Archiválva 2007. augusztus 23-i dátummal a Wayback Machine-ben